# الكاتدرائية والبازار
الكاتدرائية والبازار (بالإنجليزية: The Cathedral and the Bazaar: Musings on Linux and Open Source by an Accidental Revolutionary واختصاراً CatB) هي مقالة كتبها إريك ريموند ولاحقاً نُشرت ككتاب مطبوع يحمل نفس الاسم، أصدرته أوريلي ميديا باللغة الإنكليزية عام 1999. وهي تعتبر وثيقة مقارنة بين بيئة تطوير البرمجيات المغلقة والحرة مفتوحة المصدر.

## روابط خارجية
- المقالة كاملة باللغة الإنكليزية
- المقالة كاملة مترجمة إلى اللغة العربية